# Hammerskins

Logo der Hammerskins: Zwei gekreuzte Hämmer auf einem Zahnrad

Die Hammerskins, organisiert in der Hammerskin-Nation (HSN), sind eine weltweite, konspirative, neonazistische Kaderorganisation. Sie wurde 1986 von den White Supremacists Wollin Lange und Scan Tarret in Dallas, Texas, gegründet.

## Geschichte
Die Vereinigung breitete sich zunächst auf dem nordamerikanischen Kontinent aus. Sie besitzt einen hohen Organisationsgrad und versteht sich als Elite der Naziskins. Die Hammerskins sind in vielen Ländern weltweit mit „Divisionen“ vertreten, darunter in den USA, Kanada, Großbritannien, Frankreich, Deutschland, den Niederlanden, der Schweiz, Spanien, Portugal, Ungarn, Neuseeland und Australien. Sie sind unterhalb der Bundesorganisation in einzelne „Chapter“ gegliedert, z. B. „Chapter Brandenburg“. Immer wieder gibt es internationale Treffen, die „Hammerfest“ heißen. Das Plattenlabel Free Your Minds Productions steht in enger Verbindung mit den Hammerskins, die besonders aktiv in der Veranstaltung von Rechtsrock-Konzerten mit internationalen Bands sind, auch in Deutschland.

## Ideologie und Struktur
Ihr Motto ist „Hammerskins forever, forever Hammerskins“ (abgekürzt „HFFH“). Die Organisation steht der White-Power-Bewegung nahe, betont also insbesondere Vorstellungen von der „Reinheit der Rasse“ und idealisiert Krieger- und Männlichkeitsvorstellungen, die sie aus historischen Vorbildern wie den Ariern, den Wikingern und den Nationalsozialisten zieht. Als Leitmotto adaptierten die Hammerskins die bei Neonazis beliebten 14 words des US-Terroristen David Lane („Wir müssen die Existenz unserer Rasse und die Zukunft für die weißen Kinder sichern.“). Da sich die Hammerskins als elitäre Bruderschaft verstehen, werden potentielle Mitglieder einem besonderen Auswahlprozess unterworfen und unerwünschte Personen – z. B. Alkoholiker, „Verrückte“, „Maulhelden“ – (schon im Vorhinein) ausgeschlossen.
Europachef der Hammerskins ist der deutsche Rechtsrock-Unternehmer Malte Redeker.
Der thüringische Verfassungsschutzpräsident Stephan J. Kramer spricht von „fast schon Clan-Organisation, was wir aus der organisierten Kriminalität kennen. Verschwiegenheit, sehr konspirativ, alles sozusagen abgesichert nach außen.“ Die Journalistin Andrea Röpke bezeichnet die Hammerskins als militanten Geheimbund.

### Logo
Das Logo der Hammerskins, zwei Zimmermannshämmer, ist der Symbolik des Thor nachempfunden. Man übernahm das Logo der fiktiven Faschisten aus dem Film The Wall von Pink Floyd. Mit dem Logo soll der Einklang zu den Nordischen Göttern und die Abstammung der „Nordischen Rasse“ verdeutlicht werden, zugleich sollen die Wurzeln der antirassistischen Skinhead-Strömung, welche in der britischen Arbeiterklasse liegen, gezeigt und für die Bewegung der Hammerskins vereinnahmt werden. Es besteht aus den Farben Rot, Weiß und Schwarz.

### Crew 38
Die Crew 38 ist ein internes Unterstützungsnetzwerk der Hammerskins, die Zahl 38 steht für die Buchstaben C und H, das Kürzel für „Crossed Hammers“ – in Anlehnung an das Logo der Hammerskins. Das Netzwerk unterstützt beispielsweise Hammerskins, die mit der Justiz in Konflikt geraten sind. Das Label „Crew 38“ taucht in vielen Ländern auf, in welchen die HSN organisiert ist.

## Länderorganisationen

### USA
Die Anti-Defamation League (ADL) beschreibt die Hammerskin Nation als eine der gewalttätigsten und bestorganisierten Neonazi-Skinhead-Gruppen in den USA.
Im Jahr 2000 listete die „Hammerskin Nation“-Webseite 19 Chapter, die über die Vereinigten Staaten von Amerika verteilt liegen. Auch hier gibt es direkte Verbindungen zu Bands. So war beispielsweise Ed Wolbank, Musiker der Band Bound for Glory, eine Zeitlang Anführer der Hammerskins in Saint Paul (Minnesota).
In den USA wurden viele Gewalttaten mit neonazistischem und rassistischem Hintergrund begangen. So wurde 1988 ein Nachtclub in Tulsa von Hammerskins angegriffen und seine nicht-weißen Besitzer getötet. Im Juni 1991 töteten in Arlington (Texas) drei Mitglieder der Hammerskins den Afroamerikaner Donald Thomas. Im selben Jahr wurde in Birmingham (Alabama) ein obdachloser Mann an Weihnachten von Hammerskins getötet. 1993 wurden in Massachusetts zwei Mädchen von Hammerskins angegriffen. 1999 wurde in der Nähe von Temecula (Kalifornien) der junge Afroamerikaner Randy Bowen von sechs Hammerskins angegriffen und schwer verletzt. Im Jahr 2012 wurden in Wisconsin sechs Menschen in einem Sikh-Tempel von einem Mitglied der Hammerskins erschossen.

### Deutschland
Seit 1991 ist die Existenz von Hammerskins in Deutschland bekannt. Im Zuge der Ermittlungen zum Nationalsozialistischen Untergrund hat das Bundeskriminalamt (BKA) eine 20-seitige Analyse zu Hammerskins in Deutschland erstellt. Die „Hammerskin-Division Deutschland“, die mitunter eng mit etablierten rechtsextremistischen Strukturen zusammenarbeitet, soll über 190 Mitglieder und Sympathisanten umfassen. In Deutschland gibt es laut dem BKA elf regionale Chapter. Am aktivsten seien das Chapter Westmark und die Chapter in Bremen, Sachsen und Bayern. Endstation Rechts Bayern berichtete, dass es in Oberprex (Regnitzlosau) Veranstaltungen von Freies Netz Süd und Hammerskins gegeben haben soll.
Die Fanzines „Hammerskin“, „Wehrt euch“ und „Hass Attacke“ wurden oder werden von deutschen Hammerskins herausgegeben. Nach dem Verbot der Blood & Honour-Division Deutschland versuchen sich die Hammerskins verstärkt auf dem Markt der rechtsextremen Musik- und Konzertorganisation zu profilieren, es gibt aber auch gemeinsam organisierte Konzerte. Auch verschiedene Bands mit Namen wie Hetzjagd, Frontalkraft oder Deutsch Stolz Treue wurden in der Analyse den Hammerskins zugeordnet. In Bremen gruppierte sich die „Hammerskin-Sektion Bremen“ um die Band Endstufe.
Im Rahmen des Prozesses gegen die neonazistische Band Landser wurde der V-Mann und Hammerskin Mirko Hesse enttarnt, der an Vertrieb und Produktion einer CD (Ran an den Feind) der Band beteiligt war. Er wurde wegen Beteiligung am Vertrieb sowie illegalen Waffenbesitzes zu vier Jahren Haft verurteilt.
Das von NPD-Mitglied Sven Krüger gebaute „Thinghaus“ in Grevesmühlen diente zeitweise als Treffpunkt für Hammerskins. Im August 2011 fand beispielsweise ein konspiratives Solidaritätskonzert für Krüger statt, bei dem 200 Besucher aus dem Umfeld der Hammerskins anwesend waren.
Zudem soll der Neonazi Thomas Gerlach in Portugal illegal Waffen für Hammerskins beschafft haben.
Im Februar 2013 fand in der Gemeinde Werlaburgdorf (Landkreis Wolfenbüttel) ein „national officers meeting“ statt, bei dem sich 30 Führungskader der Hammerskins trafen.
Ähnlichkeiten mit der Hammerskin-Struktur haben auch die Gruppen „Voice of Anger“ aus Memmingen und Kempten (Allgäu) und „Hate Crew Schwaben“.
Im Mai 2013 fand im sachsen-anhaltischen Nienhagen ein Konzert statt, zu dem viele Hammerskins und ihnen nahestehende Gruppen anreisten.
Im September 2023 hat das Bundesministerium des Innern und für Heimat die Gruppierung verboten, und ihr Vermögen beschlagnahmt.
Im Zuge des Verbots durch Bundesministerin Nancy Faeser fand am 19. September 2023 eine deutschlandweite Razzia statt. Dabei durchsuchten die Behörden Wohnungen von 28 Vereinsmitgliedern in zehn Bundesländern. Bei den Durchsuchungen wurden neben Hammerskins-Devotionalien und Vereinsvermögen auch Waffen beschlagnahmt. In der Verbotsverfügung wurde angegeben, dass sich der Verein „Hammerskins Deutschland“ einschließlich seiner regionalen Chapter sowie der Teilorganisation „Crew 38“ gegen die verfassungsmäßige Ordnung und gegen den Gedanken der Völkerverständigung richte.
Das Verbotsverfahren fiel fast unmittelbar zusammen mit dem Verbot des Vereins „Artgemeinschaft – GGG e. V.“, eine Woche später.

### Schweiz
Im Jahr 1990 wurde in Luzern ein Chapter gegründet. Die SHS wurden über die Jahre immer größer und nahmen am 23. September 1995 an der "Blocher Demo" in Zürich teil.

## Vernetzung
Die Hammerskins gelten als bestens vernetzt in der weltweiten Neonazi-Szene. Im deutschsprachigen Raum sind Verbindungen ins Kameradschaftsmilieu und zu den Autonomen Nationalisten üblich. Auch Verbindungen zu der Partei Der III. Weg wie etwa Beteiligungen an Aktionen der rechtsextremen Partei sind bekannt. Das BKA dokumentierte im Zug der Ermittlungen zur Terrorzelle NSU zahlreiche neonazistische Musikbands, die den Hammerskins zugeordnet werden (Hetzjagd, Frontalkraft, Deutsch Stolz Treue u. a.).

## Filme
- Skin or die. – Eine Reportage über die Hammerskins – Weiße Rassisten der Skinhead-Bewegung. Schweiz 1998. 56 Min., Farbe, VHS. Buch und Regie: Daniel Schweizer
- Skin – Ein Filmdrama von Guy Nattiv aus dem Jahr 2018
- Undercover im Neonazi-Geheimbund Hammerskins | WDR Doku 43:37 Minuten. WDR Doku vom Februar 2022
- Hammerskins – Das geheime Neonazi-Netzwerk, 29:27 Minuten, MDR Investigativ, 15. Juli 2021
  - Schattenkrieger: Das geheime Netzwerk der „Hammerskins“, 7:57 Minuten, Monitor vom 8. Juli 2021
  - Philip Schlaffer: Wer sind die Hammerskins? Reaction | MDR Investigativ 21. Juli 2021